# Los gozos y las sombras (serie de televisión)
Los gozos y las sombras es una serie de televisión basada en la novela homónima del escritor Gonzalo Torrente Ballester, ambientada en Galicia durante la Segunda República. Fue estrenada en el primer canal de Televisión Española en marzo de 1982 y emitida en otros países como Uruguay o Argentina. 
Adaptada y producida por Jesús Navascués, y con Rafael Moreno Alba en la dirección, los trece capítulos que la integran fueron supervisados por el autor de la obra original y el éxito fue tal que, pasados veinticinco años de su publicación en 1957, la novela se convirtió en un auténtico fenómeno editorial.

## Argumento
Pueblanueva del Conde, una villa imaginaria situada en algún punto de las rías gallegas entre los años 1934 y 1936, albores de la guerra civil española, ve cómo los aires de cambio social y económico van alterando el orden tradicional instalado. Los viejos dueños de las tierras ceden paso a los nuevos señores del dinero y la antigua flota pesquera resiste ante la moderna industria de los astilleros.
El esperado regreso de Carlos Deza, último de la estirpe de los Churruchaos, que mandó en la villa desde tiempo inmemorial, se ve en el pueblo como la última posibilidad de discutir la supremacía a Cayetano Salgado, nuevo amo de Pueblanueva, que la ejerce con la impunidad que le proporciona su poder económico. 
La pugna, que desciende también al terreno de las pasiones, es la crónica de la agonía de las últimas familias rentistas tradicionales en Galicia hasta aquellos años, que asisten al despegue de la nueva industria, así como al empuje de los emigrantes que regresan enriquecidos de ultramar.

## Ficha artística

### Personajes principales
- Eusebio Poncela (Carlos Deza)
- Amparo Rivelles (Doña Mariana Sarmiento)
- Charo López (Clara Aldán)
- Carlos Larrañaga (Cayetano Salgado)
- Rosalía Dans (Rosario 'La Galana')
- Santiago Ramos (Juan Aldán)

### Personajes secundarios o episódicos
- Manuel Galiana (Paquito)
- Rafael Alonso (Don Baldomero Piñeiro)
- José María Caffarel (Don Lino)
- Eduardo Fajardo (Fray Eugenio)
- Isabel Mestres (Inés Aldán)
- Tito García (Cubeiro)
- María Casal (Carmiña)
- Fernando Sánchez Polack (El Cubano)
- Verónica Luján (Lucía)
- Carmen Roldán (Germaine)
- María Vico (Rucha)
- Laura Cepeda (Rucha hija)
- Julia Trujillo (La Galana)
- Walter Vidarte (Xirome)
- Pilar Bardem (Curandera)
- Rufino Inglés (El juez)

## Ficha técnica
- Jesús Navascués - Adaptación y producción
- Rafael Moreno Alba - Dirección y realización
- José García Galisteo - Fotografía
- Nemesio García Carril - Música original
- Pedro del Rey - Montaje
- Eduardo Hidalgo - Decorador
- Javier Artiñano - Figurinista
- Gonzalo Torrente Ballester - Supervisor general de la serie

## Premios y candidaturas
Fotogramas de Plata 1982
| Categoría                      | Persona         | Resultado |
| ------------------------------ | --------------- | --------- |
| Mejor intérprete de televisión | Charo López     | Ganadora  |
| Mejor intérprete de televisión | Eusebio Poncela | Candidato |
| Mejor intérprete de televisión | Amparo Rivelles | Candidata |

Premios TP de Oro 1982
| Categoría            | Persona              | Resultado |
| -------------------- | -------------------- | --------- |
| Mejor serie nacional | Mejor serie nacional | Ganadora  |
| Mejor actriz         | Charo López          | Ganadora  |

Premios Ondas
| Categoría              | Resultado |
| ---------------------- | --------- |
| Nacional de Televisión | Ganadora  |

Premios ACE (Nueva York)
| Categoría                    | Persona                   | Resultado |
| ---------------------------- | ------------------------- | --------- |
| Mejor serie de televisión    | Mejor serie de televisión | Ganadora  |
| Mejor director de televisión | Rafael Moreno Alba        | Ganador   |